# Nové Město na Moravě

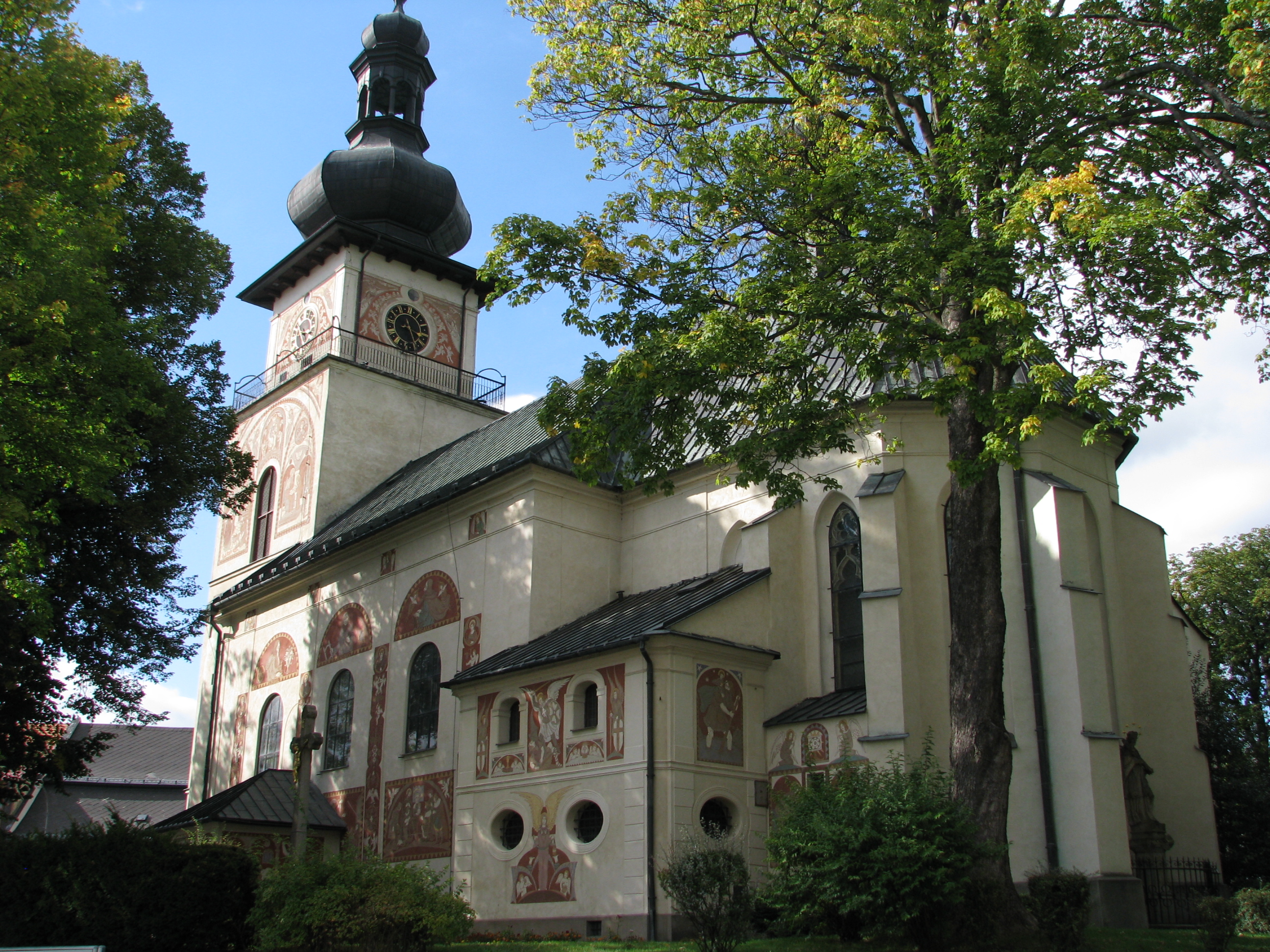
Pfarrkirche St. Kunigunde

Nové Město na Moravě (tschechisch ˈnovɛː ˈmɲɛsto ˈna moravjɛ Ausspracheⓘ, deutsch: Neustadtl) ist eine Stadt in Tschechien in der Region Vysočina zehn Kilometer östlich der früheren Bezirksstadt Žďár nad Sázavou.

## Name der Stadt
Der tschechische Name „Nové Město“ und der deutsche Name „Neustadtl“ sind Übersetzungen des lateinischen „Nova Civitas“. Weil im deutschen und tschechischen Sprachraum mehrere Städte und Ortsteile diese Namen trugen, bekam das Nové Město in Mähren im Tschechischen den Zusatz „na Moravě“. Er bedeutet „in Mähren“. Im Deutschen geschah die Unterscheidung in der Diminutivform „-stadtl“ für „-stadt“. In neuerer deutscher Literatur findet sich als deutscher Name für Nové Město na Moravě auch „Neustadt“.

## Geografie
Nové Město na Moravě liegt am Südrand der Žďárské vrchy (Saarer Berge) im Ostteil der Böhmisch-Mährischen Höhe im westlichen Mähren am Oberlauf des Flüsschens Bobrůvka.
Nördlich der Stadt befindet sich der Ochozawald, im Westen erheben sich der Harusův kopec (741 m) und der Šibenice (706 m).

## Geschichte

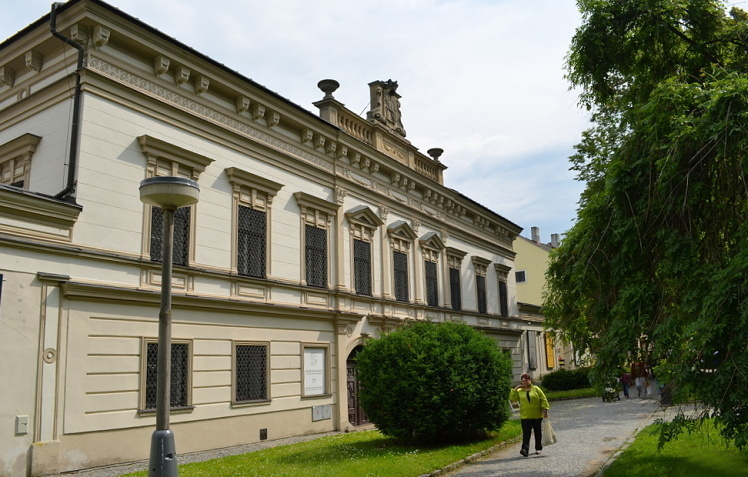
Schloss Neustadtl

Der Ort wurde um 1250 von Boček von Jaroslavice und Zbraslav († 1255), dem Gründer des Zisterzienserklosters Saar, gegründet. Die erste schriftliche Erwähnung erfolgte 1267 als „Bočkanov“ in einer Urkunde des Olmützer Bischofs Bruno von Schauenburg, in der er dem Kloster die Zehntansprüche aus den ehemaligen Gütern Bočeks von Jaroslavice und Zbraslav bestätigte. 1293 wurde der Ort unter dem Namen „Nova Civitas“ in einer Urkunde Wenzels II. erstmals als Städtchen bezeichnet und unterstand der Gerichtsbarkeit des Klosters.
Mit dem Tode von Smil von Obřany erlosch 1312 die Stammlinie des Boček von Jaroslavice und Zbraslav im Mannesstamme und ihre Güter fielen den Herren von Leipa zu. Nachfolgend entwickelte sich die Stadt zum Zentrum einer Herrschaft. 1482 übernahm Wilhelm II. von Pernstein die Herrschaft als Vormund für Pertold von Leipas nachgelassenen Sohn Heinrich und kaufte sie ihm 1495 ab. 1499 erhielt Neustadtl das Privileg für zwei Jahrmärkte. Im Jahre 1500 teilte Wilhelm von Pernstein die Herrschaft in die Anteile Pernstein sowie Neustadtl-Ingrowitz. Unter Johann von Pernstein erfolgte 1588 die Abtrennung der Herrschaft Ingrowitz.
Während der Herrschaft der Herren von Pernstein erreichte die Stadt in der Renaissance ihre größte Blüte. 1564 übernahm die Stadt einen Teil der Schulden von Vratislav von Pernstein, der ihr im Gegenzuge eine weitgehende Selbstverwaltung gewährte. Nach Vratislavs Tod verkauften seine Söhne Jan und Maximilian von Pernstein die verschuldete Herrschaft an Wilhelm Dubský von Třebomyslice, der das Schloss Neustadtl zu seinem Sitz machte. 1603 kaufte Dubský auch die Herrschaft Ingrowitz auf. Nach der Schlacht am Weißen Berg wurden die Güter Dubskýs 1624 wegen Beteiligung am Ständeaufstand konfisziert und an Kardinal Franz Xaver von Dietrichstein verkauft, der bereits 1616 die Güter des Klosters Saar erworben hatte. Dessen Erbe fiel 1636 seinem Bruder Maximilian zu, der die Herrschaft 1638 an den Verwalter Simon Kratzer von Schönsberg verpachtete. Kratzer wurde 1645 beim Angriff der Schweden auf Neustadtl erschossen. Sein Sohn Franz Maximilian Kratzer von Schönberg errichtete in den Saarer Bergen mehrere Eisenhütten und Eisenhämmer. 1660 kaufte Kratzer die Herrschaft. Als er 1679 verstarb, hinterließ er große Schulden und die Herrschaft ging in die Verwaltung eines der Hauptgläubiger, Ferdinand Fürst von Dietrichstein, über. Dessen Sohn Leopold überließ die Herrschaft 1699 dem adeligen Damenstift Maria Schul in Brünn. Das Damenstift leitete im 18. Jahrhundert eine weitere Kolonisation der Saarer Berge ein.
Nach der Aufhebung der Patrimonialherrschaften wurde Nové Město/Neustadtl ab 1850 Sitz einer Bezirkshauptmannschaft und eines Gerichtsbezirkes in Mähren. Mit dem Bau der Strecke von Tišnov (Tischnowitz) nach Žďár nad Sázavou (Saar) erhielt die Stadt 1905 einen Anschluss an das Eisenbahnnetz. 1906 erfolgte zur Unterscheidung von „Mährisch-Neustadt“, damals und heute tschechisch Uničov, die Erweiterung des bisherigen tschechischen Stadtnamens „Nové Město“ (dt.: Neustadt) zu Nové Město na Moravě (dt.: „Neustadt in Mähren“). Die Stadt verlor 1949 ihren Status als Bezirksstadt und wurde dem Okres Žďár nad Sázavou angeschlossen.

## Stadtgliederung
Nové Město na Moravě besteht aus den Ortsteilen Hlinné (Hlinny, auch Leimfeld), Jiříkovice (Jirschikowitz), Maršovice (Marschowitz), Nové Město na Moravě (Neustadtl), Olešná (Oleschna), Petrovice (Petrowitz), Pohledec (Pochledetz), Rokytno (Rokitno), Slavkovice (Slawkowitz) und Studnice (Studnitz). Grundsiedlungseinheiten sind Beranice, Brožkův kopec, Černý rybník, Hlinné, Holubka, Horní Dvůr (Oberhof), Jiříkovice, Kalvárie, Maršovice, Nad Pustým mlýnem, Nádraží, Nemocnice, Nové Město na Moravě-střed, Olešná, Petrovice, Pohledec, Rokytno, Slavkovice, Studnice, U Bezděkova, U koupaliště, U můstku, U nádraží, U nemocnice und U stadiónu.
Das Gemeindegebiet gliedert sich in die Katastralbezirke Hlinné, Jiříkovice u Nového Města na Moravě, Maršovice u Nového Města na Moravě, Nové Město na Moravě, Olešná na Moravě, Petrovice u Nového Města na Moravě, Pohledec, Rokytno na Moravě, Slavkovice und Studnice u Rokytna.

## Sehenswürdigkeiten

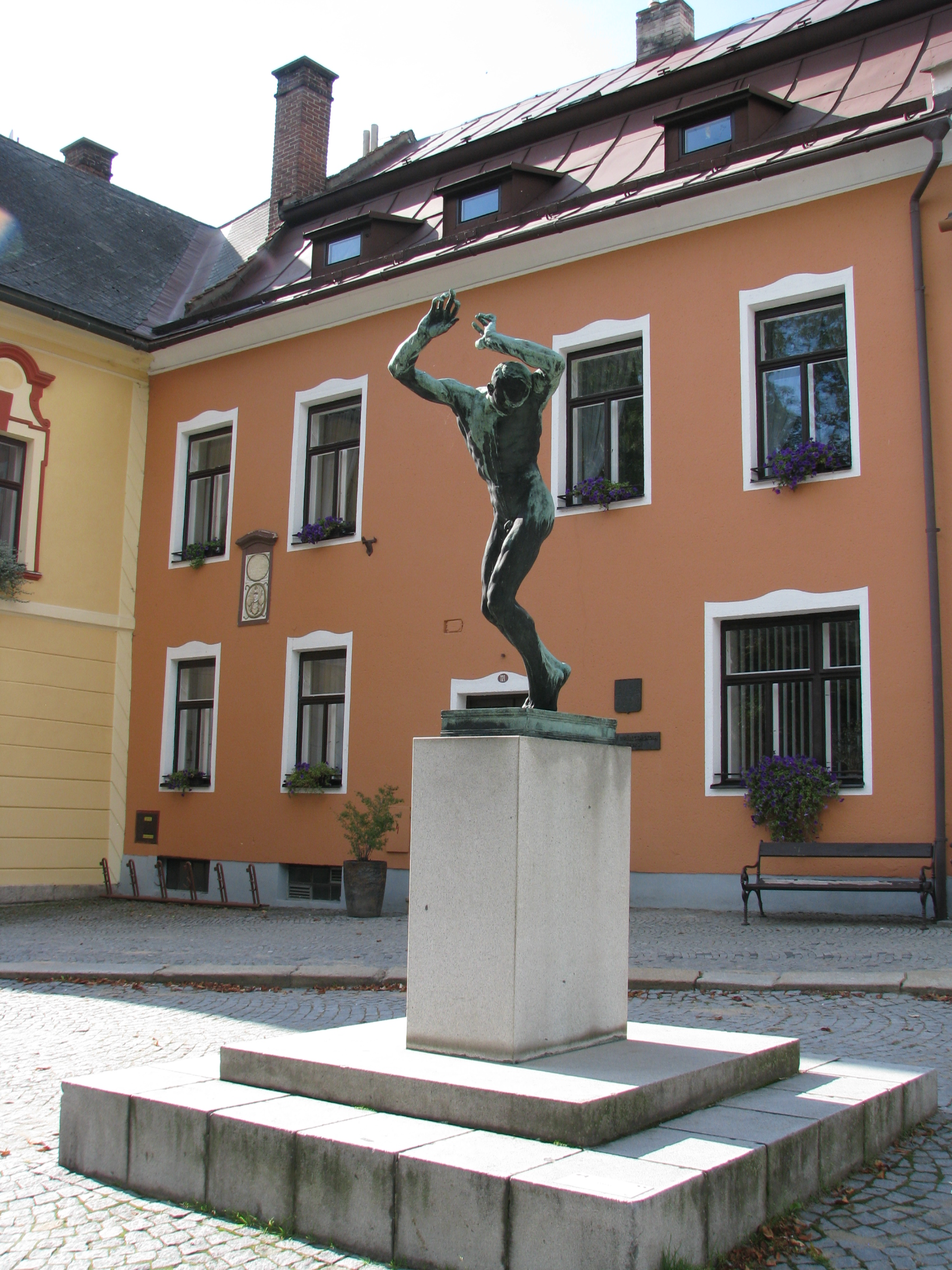
Statue Raněný (der Verwundete) von Jan Štursa

Der erhaltene historische Stadtkern bildet eine städtische Denkmalzone, deren reiche Ausschmückung der Straßen und Plätze mit Plastiken der in der Stadt geborenen Bildhauer Jan Štursa und Vincenc Makovský ergänzt wird. Zu den bedeutendsten Denkmälern gehören die katholische Kirche St. Kunigunde (Kostel svaté Kunhuty), das Alte Rathaus und das Schloss.
- Katholische Kirche St. Kunigunde (Kostel svaté Kunhuty), Wratislaw-Platz (Vratislavovo náměstí), 14. Jahrhundert
- Friedhofskirche Mariä Himmelfahrt (Kostel Nanebevzetí Panny Marie), Ersterwähnung 1596
- Evangelische Kirche, Neo-Renaissance 1898
- Schloss, Entstehung zweite Hälfte des 16. Jahrhunderts. Im Schloss ist jetzt die Hochlandgalerie (Horácká galerie) untergebracht.
- Altes Rathaus, 1555 aus zwei Stadthäusern am Oberplatz umgebaut. Im Gebäude befindet sich das Hochland-Heimatmuseum (Horácké muzeum).
- Haus Nr. 121, 1608 Einrichtung einer Schule auf Kosten eines Beamten
- Haus Nr. 13, Haus der jüdischen Familie Brady. Das Schicksal der Tochter Hana Brady wurde durch das Buch der kanadischen Schriftstellerin Karen Levine, ähnlich wie das Schicksal von Anne Frank, bekannt.
- Haus Nr. 97 aus der Wende vom 15. zum 16. Jahrhundert. Heute Sitz des Stadtinformationszentrums
- Haus Nr. 103 aus der Mitte des 16. Jahrhunderts mit Renaissance-Ursprüngen, ursprünglich mit Braurecht. Rekonstruktion 2002–2003 als Sitz der Stadtverwaltung
- Haus Nr. 7, Hotel „Panský dům“ (Herrenhaus)
- Haus Nr. 124, Gebäude der I. Grundschule von 1879
- Haus Nr. 11, Geburtshaus des Bildhauers Vincenc Makovský
- Drei Kreuze aus dem Jahr 1832 auf dem Kalvarienberg

## Sport

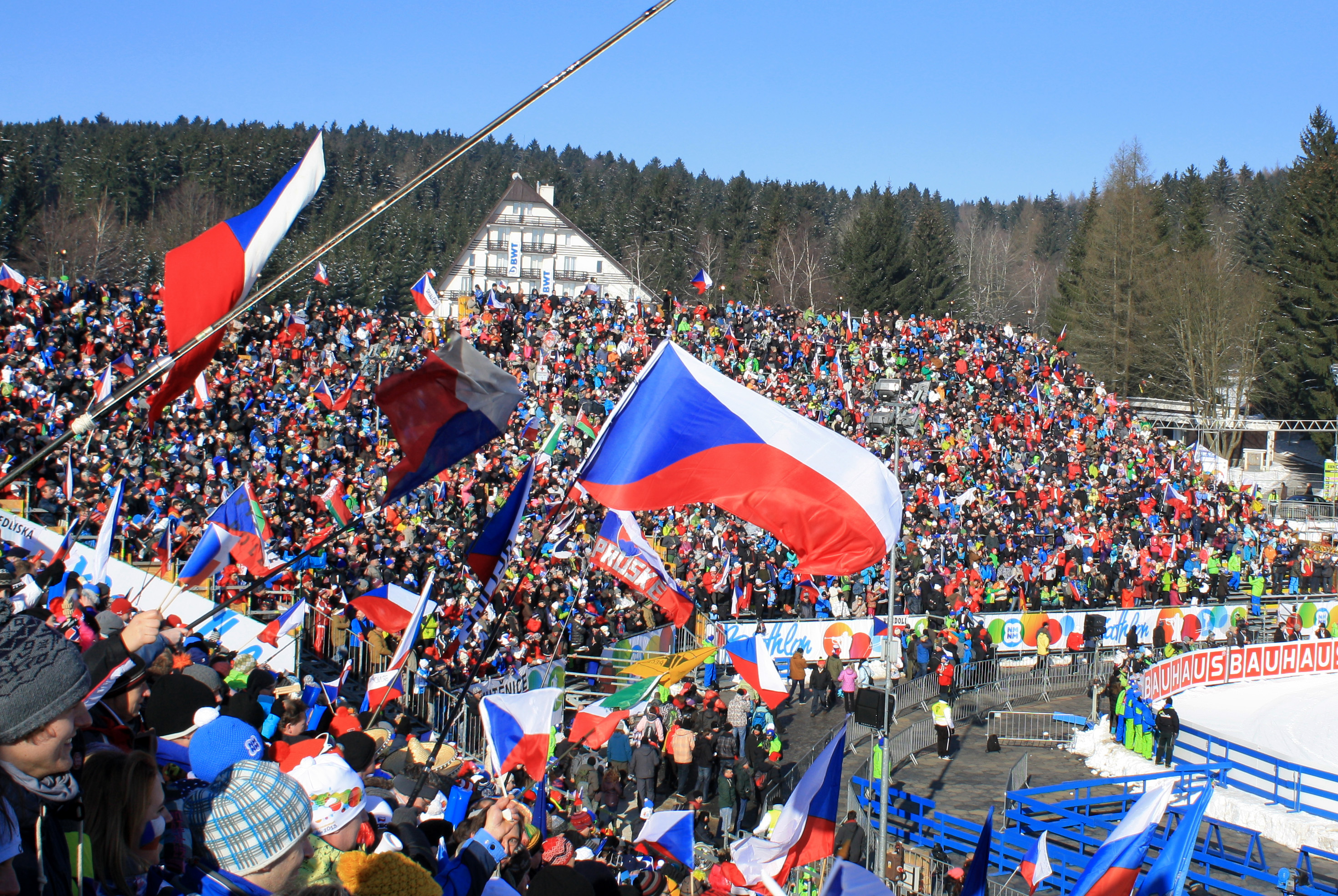
Vysočina Arena während des Biathlon-Weltcup 2014/15

Nordwestlich der Stadt Nové Město na Moravě befindet sich am Harusův kopec und im Ochozawald das bedeutendste Skizentrum auf der Böhmisch-Mährischen Höhe, wo seit 1934 jährlich der Wettkampf um den Pokal Goldener Ski der Böhmisch-Mährischen Höhe ausgetragen wird. Dieser Wettkampf ist seit 1981 Teil des Skilanglauf-Weltcups. 2006 wurde die Vysočina Arena als Trainings- und Wettkampfstätte für Biathlon und Langlauf eröffnet. Seit 2012 wurden hier auch wiederholt Wettkämpfe im Rahmen des Biathlon-Weltcup ausgetragen. Nové Město na Moravě war bisher Gastgeberstadt folgender internationaler Wettkämpfe:
- Biathlon-Europameisterschaften 2008
- Sommerbiathlon-Europameisterschaften 2009
- Biathlon-Juniorenweltmeisterschaften 2011
- Sommerbiathlon-Weltmeisterschaften 2011
- Biathlon-Weltmeisterschaften 2013
- Biathlon-Europameisterschaften 2014
- Sommerbiathlon-Weltmeisterschaften 2018
- Sommerbiathlon-Weltmeisterschaften 2021
- Biathlon-Weltmeisterschaften 2024

## Städtepartnerschaften
- Waalre, Niederlande
- Die Stadt ist Mitglied der internationalen Arbeitsgemeinschaft Neustadt in Europa, der 37 Städte und Gemeinden mit dem Namen Neustadt in sieben europäischen Staaten (Deutschland, Österreich, Ungarn, Tschechische Republik, Slowakei, Polen und Niederlande) angehören.

## Söhne und Töchter der Stadt
- Josef Wratislaw von Monse (1733–1799), mährischer Rechtswissenschaftler, Historiker und Hochschullehrer
- Franz Svítil (1805–1873), Orgelbauer
- Jan Štursa (1880–1925), Bildhauer
- Vincenc Makovský (1900–1966), Bildhauer
- Josef Německý (1900–1943), Skilangläufer und Leichtathlet
- Otakar Německý (1902–1967), Skisportler
- Bohumil Kosour (1913–1997), Skisportler
- George Brady, geb. Jiří Brady (1928–2019), Holocaust-Überlebender sowie Geschäftsmann in Kanada
- Hana Brady (1931–1944), NS-Opfer
- Vít Fousek junior (* 1940), Skilangläufer
- Karel Štefl (1946–2017), Skilangläufer
- Miroslava Němcová (* 1952), Politikerin
- Pavel Tlustoš (* 1955), Agrikulturchemiker und Hochschullehrer
- Ivo Strejček (* 1962), Politiker und Lehrer
- Jiří Teplý (* 1962), Skilangläufer
- Zdenek Wasserbauer (* 1966), römisch-katholischer Geistlicher, Weihbischof in Prag
- Martin Markel (* 1968), Historiker und Hochschullehrer
- Eva Skalníková (* 1985), Skilangläuferin
- Martina Sáblíková (* 1987), Eisschnellläuferin
- Viktor Polášek (* 1997), Skispringer
- Martin Nečas (* 1999), Eishockeyspieler
- Lada Vondrová (* 1999), Leichtathletin
- Jonáš Mareček (* 2001), Biathlet